# Hans Pothorst
Hans Pothorst (1440 – 1490) era un corsario, probablemente de la ciudad alemana de Hildesheim.
Los historiadores Sofus Larsen y Thomas P. Hughes han propuesto que pudo haber desembarcado en América del Norte, junto con Didrik Pining, en la década de 1470, casi veinte años antes de los viajes de descubrimiento de Colón .

## Biografía
En lo poco que se sabe sobre Pothorst, a menudo se le relaciona con Didrik Pining. Al igual que Pining, Pothorst probablemente era de Hildesheim. El servicio de Pothorst en el buque de guerra Bastian de Hamburgo parece haber terminado oficialmente el 1 de julio de 1473. En algún momento de la década de 1470, el rey Cristián I de Dinamarca envió a Pining, Pothorst y Corte-Real a una expedición naval al Atlántico Norte. Durante los últimos años del reinado de Christian I, se dice que Pothorst y Pining se distinguieron "no menos como marineros capaces que como filibusteros sin igual".
Se presume que la ciudad de residencia de Pothorst en Dinamarca fue Elsinor, en Dinamarca, donde se pintaron su escudo de armas y un retrato simple (posiblemente poco después de su muerte) entre ocho frescos en el techo de la iglesia local de Santa María. El conjunto del techo sigue siendo una de las obras de arte danesas más célebres del siglo XV, y si Pothorst financió su creación como se supone, los historiadores señalan que debe haber sido bastante rico.
Más tarde, se lo menciona como corsario, y en Skibby Chronicle, Pothorst y Pining se mencionan entre muchos piratas que "encontraron una muerte miserable, siendo asesinados por sus amigos o colgados en la horca o ahogados en las olas del mar. " 